# 天真寺 (東京都港区)
天真寺（てんしんじ）は、東京都港区にある臨済宗大徳寺派の寺院。

## 概要
1661年（寛文元年）、後に福岡藩第4代藩主となる黒田綱政の開基である。
当寺は数多くの寺宝を所蔵している。14世紀に製作されたとみられる「絹本著色十六羅漢像」は国の重要文化財に指定されている。他にも松江藩第7代藩主松平不昧ゆかりの品々が残されている。不昧が当寺9世住職の大巓宗碩に師事し、参禅していた縁による。

## 墓所
- 福岡藩主黒田家 - 黒田斉清
- 刈谷藩主土井家
- 旗本小出家

## 文化財

### 重要文化財
- 絹本著色十六羅漢像 16幅（1910年8月29日指定[2]） - 東京国立博物館に寄託。

## 交通アクセス
- 広尾駅より徒歩8分。